# Palazzo dello Sport (Roma)
Il Palazzo dello Sport è un impianto sportivo coperto di Roma.
Progettato nel 1956 dall'architetto Marcello Piacentini con consulenza strutturale dell'ingegnere Pier Luigi Nervi, e realizzato tra il 1958 e il 1960 per i XVII giochi olimpici di Roma, la struttura – di proprietà di EUR SpA – ospita da allora eventi sportivi, convegni e concerti.
È anche noto come PalaSport o, dal nome del quartiere in cui è ubicato, PalaEur.
Tra il 1999 e il 2003 fu sottoposto a lavori di ammodernamento e ristrutturazione realizzati dalla ForumNet S.p.A. e finanziati dalla Lottomatica che acquisì il diritto a dare il proprio nome all'impianto, gestito dalla All Events Spa, società del gruppo ForumNet; per tale motivo, fino al 2018, ebbe anche il nome commerciale di PalaLottomatica.
Oltre ad essere stato la sede delle competizioni olimpiche di pallacanestro e pugilato, il Palazzo dello Sport in ambito internazionale ha ospitato un europeo di pallacanestro (1991) e due mondiali (1978 e 2010) e due europei di pallavolo (2005 e 2023).
Dagli anni ottanta al 2020 sede a più riprese del club cestistico della Virtus Roma, ospitò nel 2021-22 le gare interne della formazione femminile di pallavolo Roma Club.

## Storia
Nell'istituendo quartiere dell'EUR 42 – sede designata dell'Esposizione universale in programma per il 1942 ma mai realizzata – era già prevista, fin dal 1937, un'installazione monumentale nell'area sovrastante il Laghetto alla ricongiunzione delle carreggiate della Via Imperiale (oggi via Cristoforo Colombo).
L'effetto scenico che avrebbe dovuto scaturirne era quello di «quinta prospettica» per i visitatori provenienti da Roma.
Fu deciso, in tale area, di costruire il cosiddetto Palazzo dell'Acqua e della Luce per il cui progetto furono invitati 16 noti ingegneri e architetti, tra cui Pier Luigi Nervi e Franco Albini.
Dalla selezione, indetta nel febbraio 1939, non risultarono vincitori.
Al lavoro di Nervi fu assegnato il secondo premio, poi la commissione esaminatrice, diretta da Marcello Piacentini, si assunse direttamente l'onere di realizzare l'opera; Nervi decise di tirarsi indietro e anche la commissione giunse a un nulla di fatto.
L'opera non trovò mai realizzazione, complice anche la successiva guerra che fermò tutti i lavori.
Nel 1955 il CIO assegnò a Roma i giochi olimpici del 1960; fu deciso quindi che, nel quadro della costruzione dei nuovi impianti che avrebbero dovuto ospitare l'Olimpiade, nell'area sovrastante al laghetto trovasse sede un edificio multiuso, principalmente destinato alle attività sportive ma aperto anche ad altri utilizzi.
Piacentini e Nervi, le cui strade si erano separate quasi vent'anni prima, furono incaricati di redigere il progetto, il primo per la parte architettonica e il secondo per quella strutturale.
Il progetto del Palazzo dello Sport, presentato nel 1956, prevedeva un edificio di forma circolare del diametro massimo di poco meno di 100 metri, realizzato completamente in cemento armato.

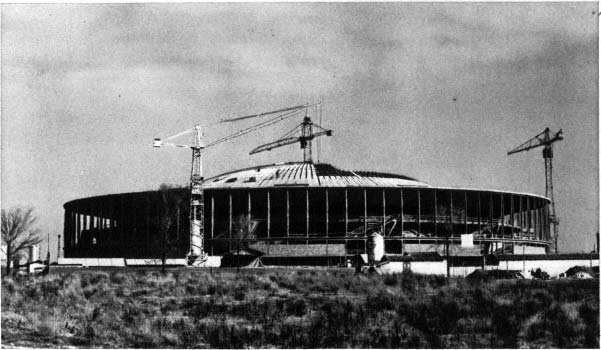
Una fase della costruzione del palazzo (febbraio 1959)

La costruzione avvenne tra il 1958 e il 1960.
La struttura completata presenta due ordini di gradinate per un totale di circa 12 000 posti con ampie luci libere, frutto della realizzazione in cemento armato; le gradinate sono sostenute da pilastri inclinati che fanno anche funzione di sostegno e raccordo con la struttura di copertura: questa, spessa solo 9 centimetri, è anch'essa in cemento armato e ha la forma di calotta sferica.
A completare l'opera e mascherare l'andamento curvilineo delle gradinate e l'inclinazione dei pilastri di sostegno, una copertura frontale in cristallo a facciata continua che conferisce al Palazzo la sua tipica forma cilindrica.
Tutti i lavori in cemento armato furono realizzati dalla società di Pier Luigi Nervi, la Ingg. Nervi e Bartoli.
Tra le altre imprese che parteciparono ai lavori del Palazzo dello Sport figurano Siemens italiana, che realizzò l'impianto audio; Solari di Udine, che mise in opera i tabelloni luminosi e i cronometri; Dell'Orto & Chieregatti di Milano, che si occupò dell'impianto di condizionamento; Ilva di Genova e Industria Officine Magliana (I.O.M.S.A.) di Roma per i lavori in metallo; Gazzotti di Bologna, che realizzò la superficie di gioco in parquet.
All'impianto si accede attraverso 16 ingressi disposti lungo la circonferenza del Palazzo, disposti a una distanza di circa 20 metri l'uno dall'altro.
Al fine di rendere idoneo l'impianto anche a manifestazioni diverse da quelle sportive (canore, teatrali, etc.), le nervature della calotta interna furono ricoperte di materiale fonoassorbente; ampio risalto fu dato alla circolazione dell'aria nell'edificio, completamente condizionato: furono realizzate ampie luci nelle pareti di tamponamento, e la parte superiore della cupola è sopraelevata a costituire un lucernario che diffonde uniformemente l'illuminazione solare all'interno della struttura durante le ore diurne.
Il costo complessivo dell'impianto fu stimato in circa un miliardo e 900 milioni di lire dell'epoca.
L’inaugurazione del Palazzo avvenne il 3 giugno 1960 e già il giorno dopo ospitò il primo incontro di pugilato professionistico, che vide l’italiano Giulio Rinaldi battere il francese Gérminal Ballarin davanti a circa quindicimila spettatori.
Dopo le Olimpiadi del 1960 dei cui tornei di pallacanestro e di pugilato fu una delle sedi, il Palazzo fu utilizzato – a parte la sua destinazione principale di sede di eventi sportivi – per gli usi più svariati, tra cui concerti (tra i primissimi quello dei Rolling Stones nel 1970) e congressi di partito (per esempio quello della Democrazia Cristiana del 1976).
Dal campionato 1982-83 fino al 1999-2000, inoltre, il Palazzo dello Sport ospitò ininterrottamente le gare interne della Virtus Roma, per poi riprendere tale funzione a più riprese, l'ultima volta nel 2018.
Dopo la chiusura per fallimento del club, nella stagione 2020-21 l'impianto rimase inutilizzato ma, dal 2021, è tornato a essere la struttura interna di un club di prima divisione nazionale, la squadra femminile del Roma Club neopromossa in serie A1.

### I lavori di ristrutturazione
Nel 1999 il Palazzo dello Sport fu sottoposto a lavori di ristrutturazione che riguardarono il consolidamento degli impianti preesistenti e l'adeguamento alle nuove normative di sicurezza.
Fatta salva la struttura e l'aspetto globale del Palazzo, i lavori – in carico alla società ForumNet Spa, dal 2000 titolare da Ente Eur della concessione, poi girata ad All Events Spa, dell'impianto per 12 anni – durarono tre anni sotto la supervisione degli architetti Luca Braguglia e Antonello Ricotti; la società di scommesse e lotterie Lottomatica finanziò le opere e acquisì il diritto a porre il suo nome sulla struttura fino a termine concessione.
I lavori riguardarono la costruzione di diversi bar e un ristorante, il miglioramento dell'acustica e la superficie esterna all'edificio; sul fronte verso Roma, sovrastante la cascata tributaria del Laghetto dell'EUR, fu realizzata una terrazza panoramica di circa 2 700 m².
Sul fronte esterno lungo il perimetro, altresì, l'architetto Massimiliano Fuksas realizzò un'installazione con lampade fluorescenti rappresentanti i numeri del Lotto secondo la smorfia, in tributo al gioco e allo sponsor del Palazzo.
Il nuovo PalaLottomatica, così ridenominato, tornò a ospitare le gare interne della Virtus Roma fino a maggio 2011 allorquando, persa la licenza Eurolega, il club non ritenne di dover più sostenere la spesa di 750 000 euro l'anno per l'affitto della struttura e decise lo spostamento al Palazzetto dello Sport per la stagione successiva.
Il primo concerto ospitato nel rinnovato impianto fu quello di Carlos Santana del 20 settembre 2003.
Il Palazzo dello Sport è uno dei due edifici multifunzione italiani, insieme al Forum di Milano, facenti parte dell'EAA – European Arenas Association, consorzio che riunisce i gestori delle maggiori strutture coperte d'Europa.

## Eventi

### Sport
Come detto, il Palazzo dello Sport fu la sede delle gare interne della Virtus Roma, che in tale impianto si aggiudicò il campionato 1982-83 e la successiva Coppa dei Campioni d'Europa, anche se dovette affrontare il rischio di sfratto per divergenze con l'Ente EUR.

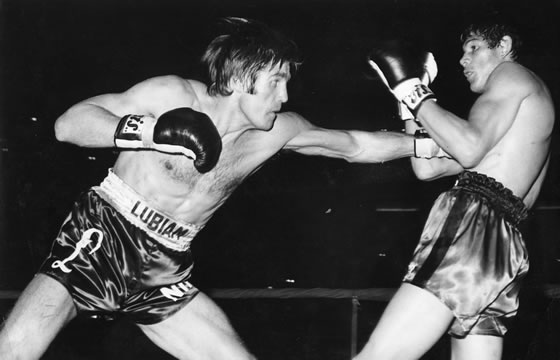
Benvenuti al PalaSport contro Monzón nel 1970

In ambito pugilistico, altresì, ospitò tra gli anni sessanta e settanta numerosi e qualificati incontri valevoli per l’assegnazione di un titolo mondiale, aventi a protagonisti professionisti di indiscussa fama quali, tra gli altri, Sandro Mazzinghi, Nino Benvenuti e Bruno Arcari.
Nel 1964 fu teatro del primo incontro mondiale tra due pugili italiani, il citato Mazzinghi contro Manca, per il titolo dei medi junior; un anno più tardi, nel 1965, ancora Mazzinghi fu di scena, per la stessa categoria, contro Benvenuti, mentre Burruni incontrò Pone Kingpetch (per i mosca).
Nel 1966 si incontrarono Hernández e Lopopolo per i welter junior; Mazzinghi tornò al Palazzo dello Sport per difendere contro lo statunitense Little il proprio titolo dei medi junior nel 1968.
Nino Benvenuti e Luis Rodríguez furono altresì protagonisti, nel 1969, del primo incontro a Roma per il titolo mondiale dei pesi medi e, di nuovo, ivi il pugile istriano disputò il match di difesa del titolo contro Monzón (1970).
Ancora, Arcari riportò due titoli dei welter junior WBC, la prima volta nel 1970 contro Adigue e la seconda, un anno dopo, contro Henrique.
Tra tali due performance di Arcari, si tenne al Palazzo dello Sport anche il primo incontro mondiale in Italia tra due stranieri, il messicano Vicente Saldívar e il franco-australiano Johnny Famechon, valido per i pesi piuma.

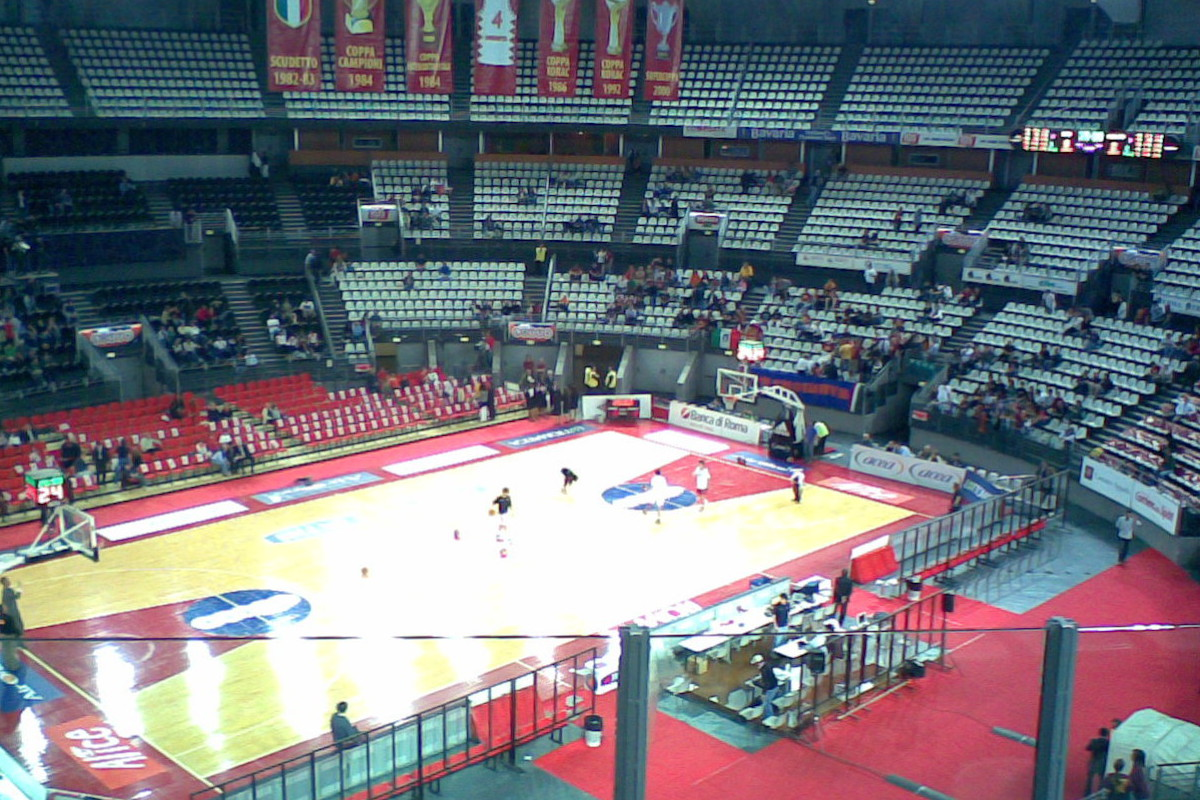
Una vista del PalaLottomatica prima di un incontro di pallacanestro, Virtus Roma — Avellino

Fu tra gli impianti che ospitarono due edizioni del Campionato mondiale maschile di pallavolo affidati all'Italia, nel 1978 come Palazzo dello Sport e nel 2010 come PalaLottomatica, di entrambe le quali ospitò la finale che, nel 1978, vide in campo l'Italia, sconfitta 0-3 dall'Unione Sovietica davanti a 18 000 spettatori.
Nel 1991 ospitò invece tutte le gare del campionato d'Europa di pallacanestro, nel quale l'Italia giunse in finale per poi essere sconfitta dalla Jugoslavia.
Il ristrutturato PalaLottomatica ospitò nel luglio 2004 l'edizione di quell'anno della World League di pallavolo, con ancora l'Italia in finale, sconfitta 1 set a 3 dal Brasile; l'anno successivo ospitò diverse gare e la finale del campionato europeo maschile di pallavolo 2005, organizzato congiuntamente da Italia e Serbia: per l'ennesima volta l'Italia fu in campo nella finale, ma in tale occasione se la aggiudicò battendo la Russia 3 set a 2.
Nel 2007, in occasione del NBA Europe Live Tour, il palazzo ospitò due apparizioni dei Toronto Raptors, una contro la sua avversaria di NBA dei Boston Celtics, un'altra contro la Virtus Roma.
Nel quadro del Campionato mondiale femminile di pallavolo 2014, assegnato all'Italia, il PalaLottomatica ne ospitò alcuni incontri, anche se la finale fu assegnata a Milano.
In vista della presentazione della candidatura di Roma quale sede per i Giochi olimpici del 2020, inoltre, il PalaLottomatica fu scelto come sede per la finale del campionato maschile di pallavolo 2010-11, e in seguito si progettò di utilizzarlo in pianta stabile quale sede delle final four di Coppa Italia al fine di promuovere la Capitale come luogo idoneo a ospitare manifestazioni sportive di alto livello.
In occasione del campionato europeo maschile di pallavolo 2023, ospitato congiuntamente da Bulgaria, Macedonia, Israele e Italia, il Palazzo dello Sport è stato designato per ospitare la Final Four del torneo, ovvero le semifinali e la finale, che originariamente erano state assegnate a Bologna, alla quale invece è riservata la gara d'apertura del torneo.

### Musica
Per via delle sue buone caratteristiche acustiche, sia prima che dopo la ristrutturazione il Palazzo dello Sport è stato sede di numerosissimi concerti, sia come eventi singoli che come tappe di tour dei vari artisti.
A parte i citati concerti del 1970 dei Rolling Stones (che vide 12 000 spettatori e un incasso di 26 milioni di lire dell'epoca) e del 2003 di Carlos Santana, il palazzo ha ospitato diversi artisti e gruppi italiani e internazionali; a titolo esemplificativo e non esaustivo si citano i Depeche Mode nel 1987 e nel 1990, i Cure ancora nel 1987, Paul McCartney nel 1989, gli Iron Maiden nel 1990 e a seguire anche nel 1995 e nel 1998 e i Dire Straits nel 1992.
Non mancarono gli incidenti: il 14 febbraio 1975, in occasione di un previsto concerto di Lou Reed, il Palazzo dello Sport fu teatro di aspri scontri tra le forze dell'ordine e gruppi di manifestanti che tentarono il boicottaggio dell'esibizione, contestando all'impresario dello spettacolo David Zard di lucrare indebitamente sulla musica e di escludere i meno abbienti dalla sua fruizione; gli scontri furono talmente gravi da provocare seri danni all'edificio e annullare il concerto (riuscì a esibirsi solo Angelo Branduardi, uno degli artisti che dovevano fare da apertura) nonché da indurre tutti i gruppi e i cantanti provenienti dall'estero a rifiutarsi di inserire in calendario, per diversi anni a venire, le città italiane.
Tra gli artisti italiani più assidui figura Renato Zero, presente al Palazzo dello Sport fin dal 1978 in occasione del suo Zerolandia Tour, spesso con più serate nel corso della stessa tournée; la più recente serie di esibizioni è del novembre 2019; tra gli altri gruppi più volte esibitisi al PalaSport figurano i Pooh (una prima volta nel 1990, poi in seguito anche nel 2006 per il tour celebrativo dei loro quarant'anni di carriera e, più recentemente, a novembre 2010), Francesco De Gregori (una prima volta nel 1996, poi nel 2003).
Il PalaLottomatica fu scelto anche dal pianista Giovanni Allevi per tenervi la serata d'apertura del suo Alien World Tour: nel febbraio 2011 la struttura ospitò per la prima volta un concerto per pianoforte solo.

### Altri eventi
La struttura è idonea a ospitare altri eventi diversi da quelli sportivi e musicali; a titolo esemplificativo, per rimanere nel campo artistico, l’one man show di Enrico Brignano Sono romano ma non è colpa mia (2011); al Palazzo dello Sport sono tuttavia legati alcuni congressi politici che hanno caratterizzato il corso della storia recente italiana.
Si menzionano per esempio il citato congresso della Democrazia Cristiana del 1976 il quale, conclusosi con l'elezione alla segreteria di Benigno Zaccagnini, confermò la politica del partito, negli anni del cosiddetto “compromesso storico”, di svolta a sinistra e l'avvicinamento alle posizioni del Partito Comunista; nel 1986, invece, l'XI congresso della CGIL, che vide le dimissioni dello storico leader sindacale Luciano Lama e l'ascesa alla segreteria di Antonio Pizzinato.
Più avanti, nel marzo 1989, sotto la guida del neosegretario Achille Occhetto, il Palazzo dello Sport fu teatro del XVIII congresso del Partito Comunista Italiano, nel corso del quale fu deciso di creare un nuovo soggetto politico della sinistra italiana e dal quale prese origine il Partito Democratico della Sinistra.
Anche il rinnovato edificio è talora sede di eventi politici: i Democratici di Sinistra ivi tennero il loro congresso del 2005 e, pochi mesi più tardi, anche l'Unione di Centro fu in tale struttura per il suo secondo congresso nazionale.

## Galleria d'immagini

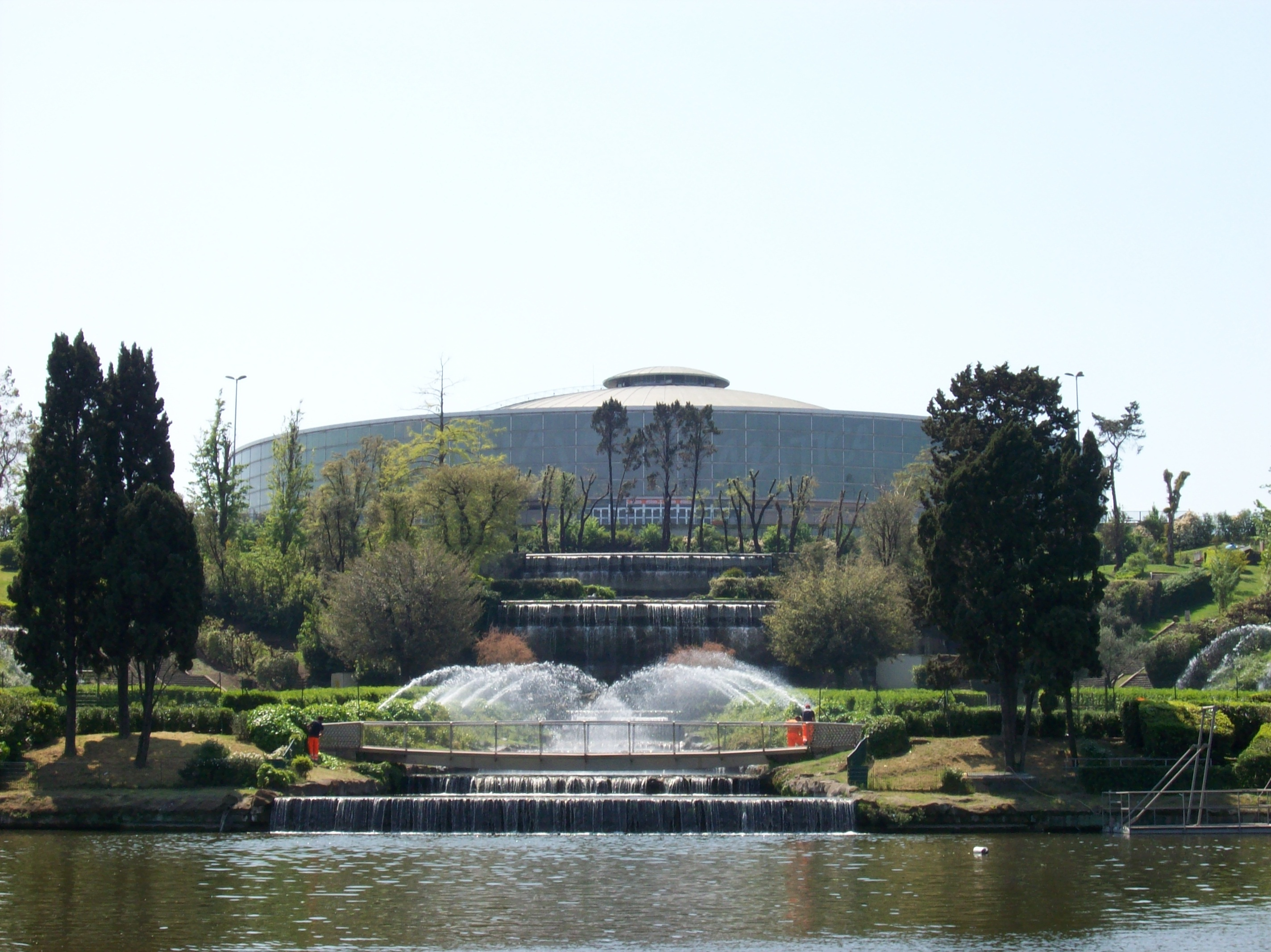
Vista del Palazzo con la cascata sottostante
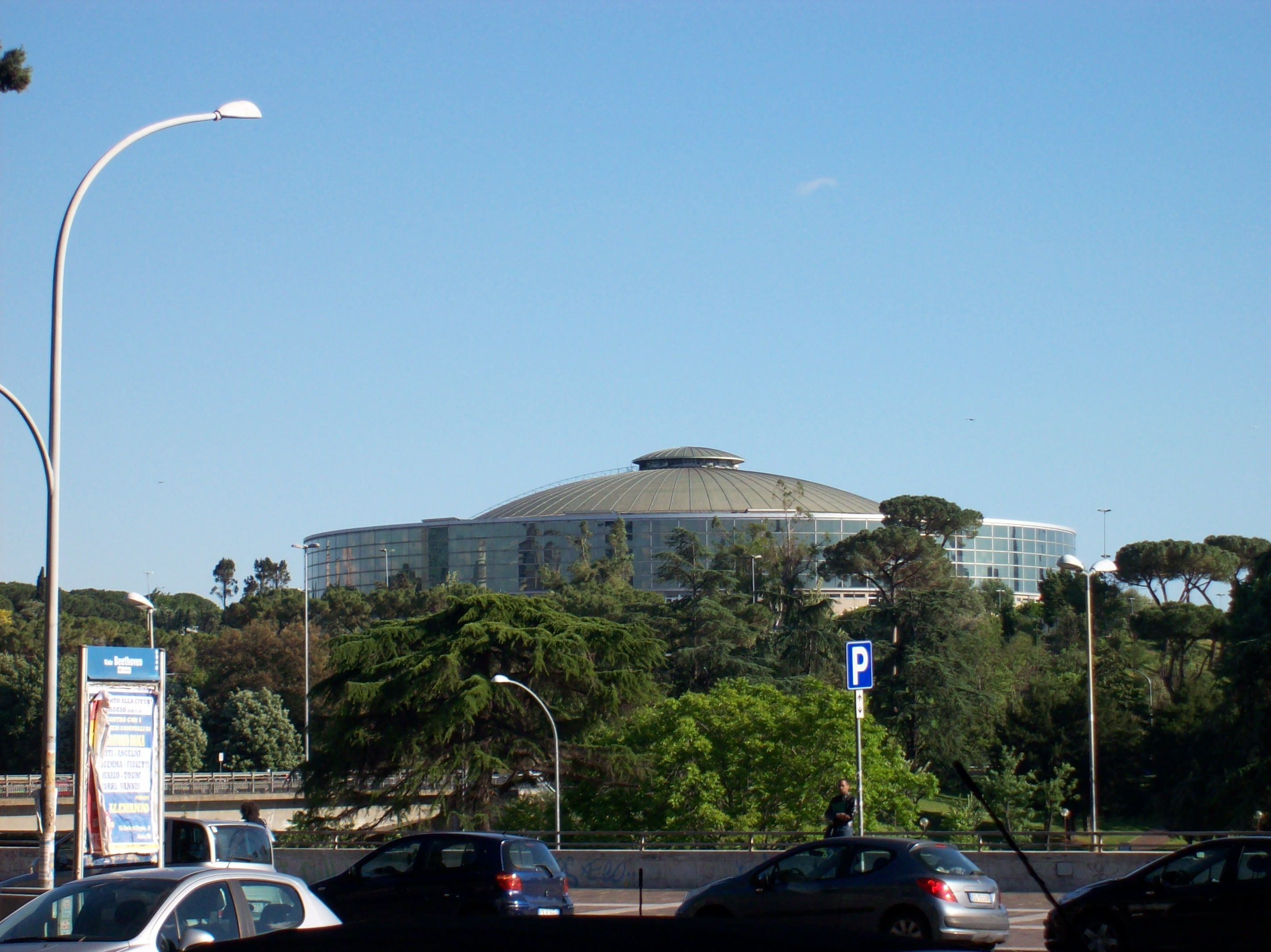
La cupola del Palazzo, vista da viale America
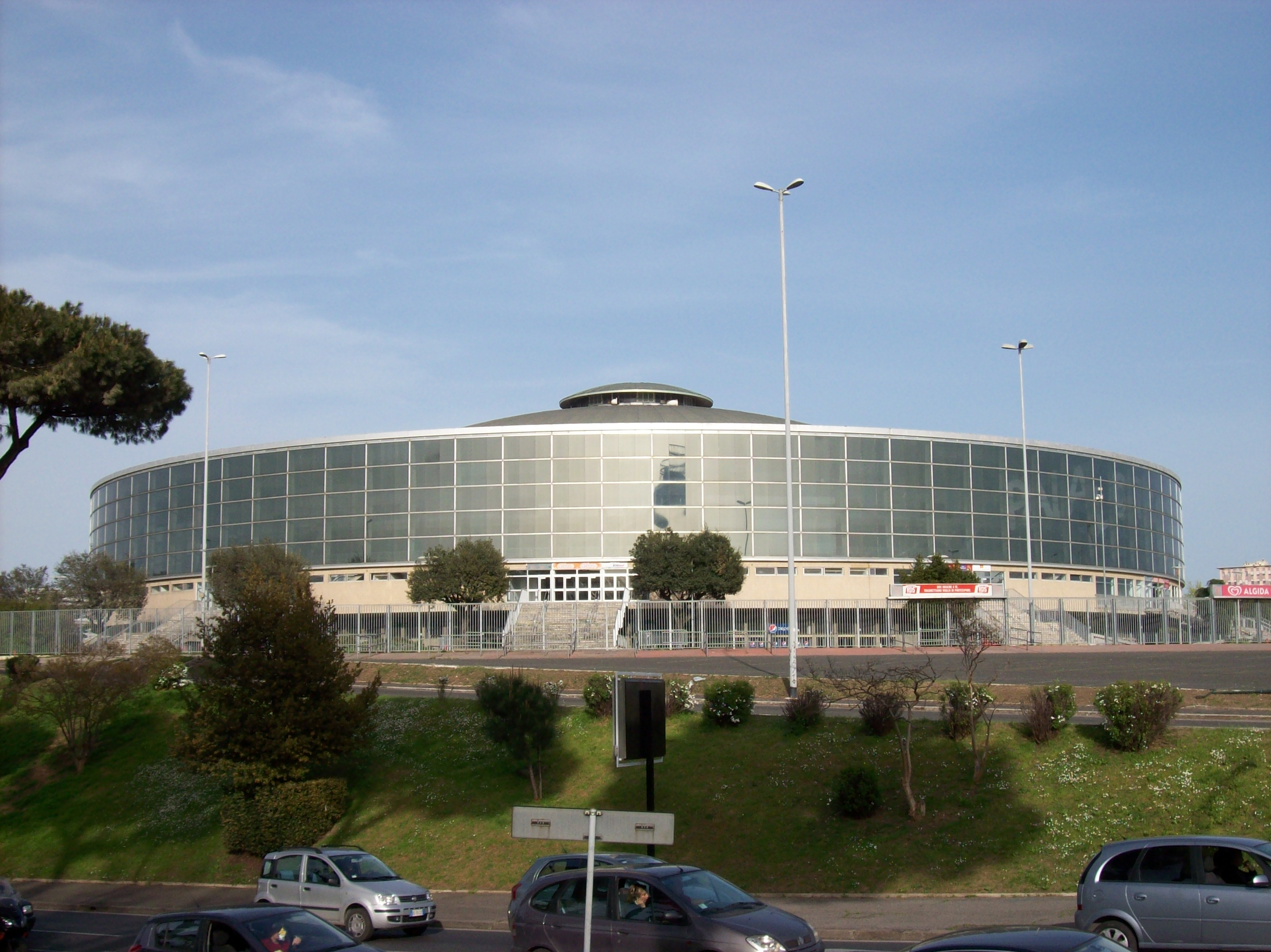
Vista del Palazzo da Piazzale Pakistan
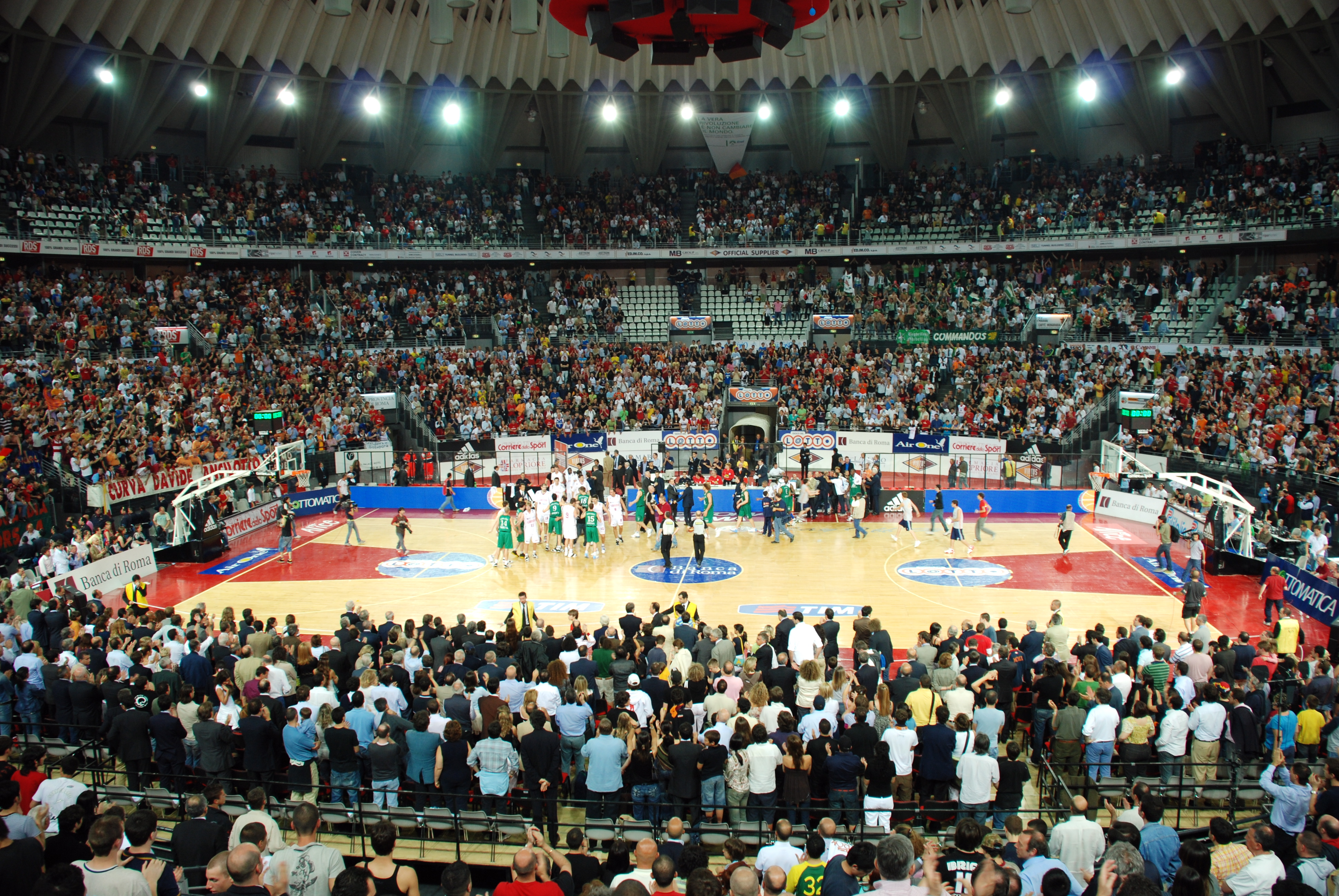
Il Palazzo durante un incontro di pallacanestro nel 2006